# Сейдель, Лев Михайлович
Лев Михайлович Сейдель (15 июня 1895, Ростов-на-Дону — 16 марта 1961, Вильнюс) — российский виолончелист и музыкальный педагог. Заслуженный деятель искусств Литовской ССР.
С 1905 года учился в Ростовском музыкальном училище, с 1909 года начал участвовать в концертах. Затем в 1912—1917 гг. учился в Санкт-Петербургской консерватории в классе Луи Аббиате.
В 1917—1920 гг. преподавал в Екатеринбурге, в 1920—1923 гг. в Таганроге, в 1923—1930 гг. в Ростове. В 1930—1945 гг. работал в Москве, преподавал в Музыкальном техникуме имени М. М. Ипполитова-Иванова, был концертмейстером виолончелей в Музыкальном театре имени Немировича-Данченко (1932—1937), а с 1936 г. в новосозданном Государственном симфоническом оркестре СССР.
С 1945 года и до конца жизни работал в Литовской ССР. В первые пять лет выступал в составе струнного квартета Литовской государственной филармонии. Преподавал в Вильнюсской консерватории, заведовал кафедрой струнных инструментов. В 1961 году входил в жюри Всесоюзного конкурса виолончелистов.